# Furtwangen im Schwarzwald
Furtwangen im Schwarzwald település Németországban, azon belül Baden-Württembergben. Lakosainak száma 9030 fő (2023. december 31.).

## Népesség
A település népessége az elmúlt években az alábbi módon változott:
| Lakosok száma | 9556 | 10 780 | 11 218 | 10 689 | 9703 | 10 172 | 9875 | 9463 | 9192 | 9030 |
|               | 1961 | 1967   | 1974   | 1980   | 1987 | 1993   | 2000 | 2006 | 2013 | 2023 |